# Монастеро ди Васко
Монастеро ди Васко (итал. Monastero di Vasco) је насеље у Италији у округу Кунео, региону Пијемонт.
Према процени из 2011. у насељу је живело 1200 становника. Насеље се налази на надморској висини од 516 м.

## Становништво
Према резултатима пописа становништва 2011. у општини је живело 1.319 становника.
| 1936. | 1951. | 1961. | 1971. | 1981. | 1991. | 2001. | 2011. |
| ----- | ----- | ----- | ----- | ----- | ----- | ----- | ----- |
| 2.009 | 1.880 | 1.522 | 1.299 | 1.065 | 1.107 | 1.200 | 1.319 |